# Емельянов, Пётр Михайлович
Пётр Михайлович Емелья́нов (1910 — 1969) — советский инженер-конструктор горных машин. Кандидат технических наук.

## Биография
Родился в 1910 году.
В 1931 году окончил конструкторские курсы в Москве, в 1953 году — высшие инженерные курсы при ТПИ имени С. М. Кирова.
В 1928—1941 годах — конструктор на предприятиях Москвы.
В 1941—1955 годах — главный конструктор, заместитель главного инженера Томского электромеханического завода имени В. В. Вахрушева.
С 1955 года — старший инженер, старший научный сотрудник лаборатории бурения Института горного дела СО АН СССР.

## Научная деятельность
Кандидат технических наук, автор 17 изобретений.

### Монографии
- Машины для бурения скважин погружными молотками в подземных условиях / П. М. Емельянов, Н. Н. Есин, А. А. Зиновьев и др. — Новосибирск, 1965. — 160 с.
- Универсальный буровой полуавтомат НКР-100 / П. М. Емельянов. — М.: Госгеолтехиздат, 1963. — 100 с.

## Награды
- Сталинская премия 3-й степени (1951) — за коренное усовершенствование вентиляционных установок для проветривания глухих забоев горных выработок;
- Ленинская премия (1966) — за разработку научных основ, создание и внедрение в производство комплекса высокопроизводительных механизмов для бурения скважин в подземных условиях;
- орден «Знак Почёта» (1967);
- Медаль «За доблестный труд в Великой Отечественной войне 1941—1945 гг.»;
- Серебряная медаль ВДНХ (1962) — за разработку полуавтомата НКР-100;
- Золотая медаль ВДНХ (1966) — за разработку полуавтомата НКР-100М;
- Заслуженный изобретатель РСФСР (25 июля 1966)[1];
- медали.